# Аббс (аеропорт)
Аеропорт Аббс (IATA: EAB, ICAO: OYAB) — аеропорт що розташований в місті Аббс, Ємен.